# Huevo de lapislázuli
El huevo de lapislázuli es un huevo enjoyado de Fabergé, atribuido a la Casa Fabergé en San Petersburgo, a finales de la Rusia Imperial. A diferencia de muchos de los otros huevos de Fabergé, el huevo de lapislázuli fue un encargo privado y no se considera uno de los huevos de Pascua imperiales, ya que nunca se le dio a una zarina rusa.
Actualmente forma parte de la colección del Museo de Arte de Cleveland.

## Diseño

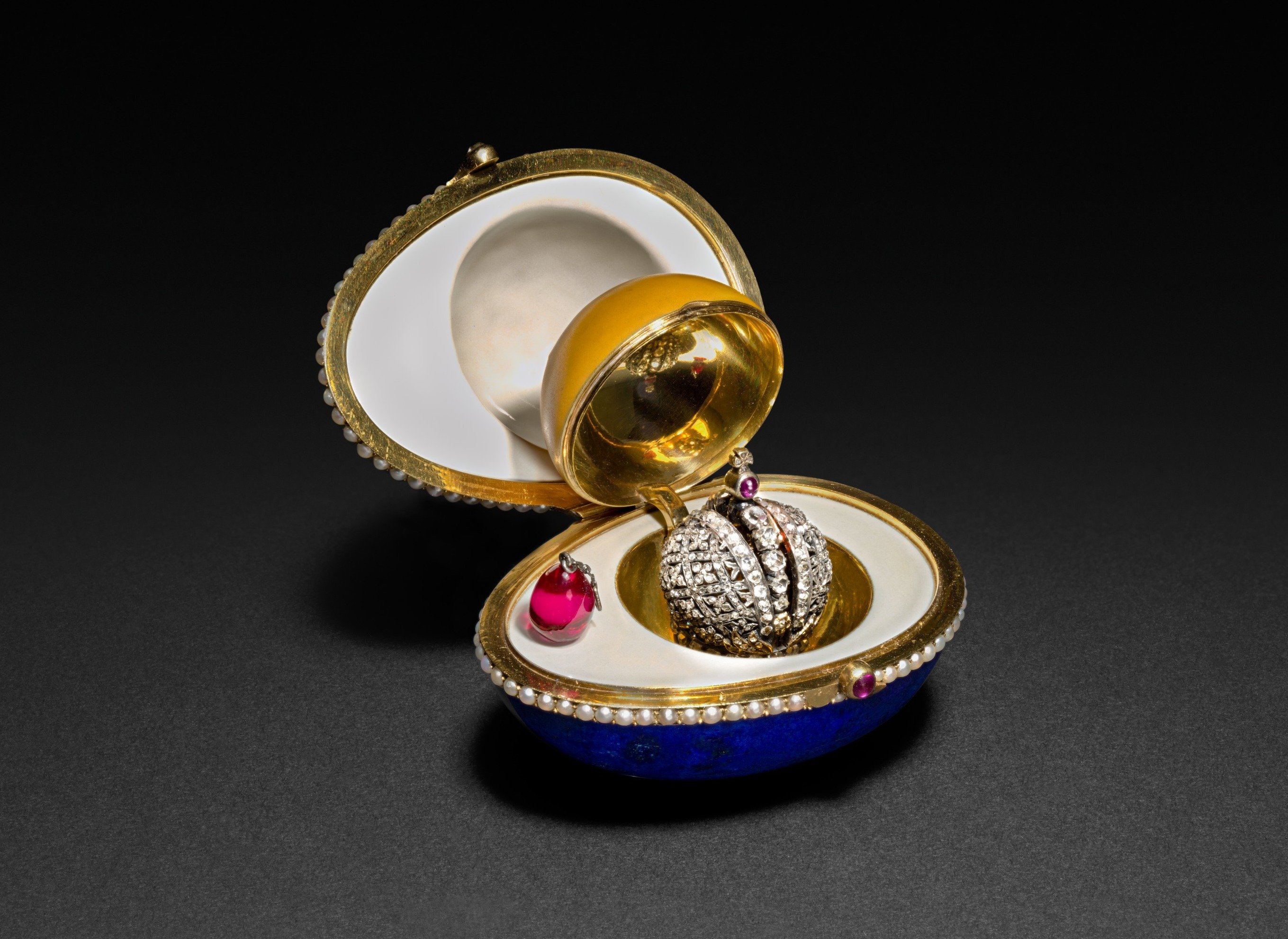
El huevo abierto, revelando la yema decorativa, la corona y el rubí en el interior.

Su exterior consiste principalmente en lapislázuli, una roca metamórfica de color azul intenso. También se compone de oro, esmalte, y la banda del cierre perlas con un diamante y un rubí en el botón, en la sorpresa interior diamantes y un rubí. Dentro del huevo hay un orbe decorativo (una "yema") que se puede abrir para revelar una corona imperial en miniatura, así como un pequeño rubí.
El huevo no está marcado. El diseño es similar al de la Gallina Kelch, otro huevo de Fabergé que es rojo y contiene una yema decorativa similar con una pequeña gallina dentro.

## Historia
Se supone creado a finales de 1800 o principios de 1900 por la Casa Fabergé. El Museo de Arte de Cleveland estima que pudo haber sido realizado entre 1885 y 1890. Se desconoce el propietario original del huevo.
India Early Minshall comenzó a coleccionar objetos Fabergé en 1937, y en las décadas siguientes adquirió muchas de sus obras, incluidos este y el Huevo de la Cruz Roja con tríptico. Después de su muerte en 1965, la colección de Minshall fue entregada al Museo de Arte de Cleveland, que procedió a exhibir más de 60 artículos de su colección en una exhibición especial. Este huevo continúa exhibido en el Museo como parte de la Colección India Early Minshall.

## Autenticidad
Dos artículos, publicados el primero en septiembre de 2021 en The Burlington Magazine y el segundo a principios de 2022 en la página web de noticias de Fabergé, plantean la hipótesis de que este huevo podría ser un 'Fauxbergé' (una copia o pastiche de gran calidad) hecho específicamente a principios de los años 1930 para contener las sorpresas originales del huevo del capullo de rosa, que coinciden con esta corona imperial y colgante de rubí.